# Meteorus clinophthalmicus
Meteorus clinophthalmicus är en stekelart som beskrevs av Roy D. Shenefelt 1961. Meteorus clinophthalmicus ingår i släktet Meteorus och familjen bracksteklar. Inga underarter finns listade i Catalogue of Life.